# Mistshenkoana rennell
Mistshenkoana rennell är en insektsart som beskrevs av Andrej Vasiljevitj Gorochov 2008. Mistshenkoana rennell ingår i släktet Mistshenkoana och familjen syrsor. Inga underarter finns listade i Catalogue of Life.